# Metal Forces
Metal Forces é uma publicação britânica fundada em 1983 que promove os géneros musicais de heavy metal e hard rock. Metal Forces é muito conhecida pelas reportagens e cobertura que faz de bandas sem contrato através da secção Demolition defendendo os gostos de Metallica, Slayer, Megadeth, HellsBelles, Overkill, Death e Poison muito antes destes terem um contrato assinado com alguma editora. Têm o crédito de terem dado sucesso à banda Anacrusis.
Dave Reynolds, um ex-escritor da Metal Forces, refere que a revista foi a primeira a usar os termos thrash metal e death metal.
Um álbum em vinil com chancela da Metal Forces, Demolition - Scream Your Brains Out!, baseado na secção Demolition, foi editado em 1988 pela Chain Reaction Records com a participação de Anacrusis, Atrophy, Hobbs' Angel of Death, Aftermath e Chris Barnes como líder da banda Leviathan. Em adição ao metal, a revista também contém entrevistas a bandas de rock alternativo como Nirvana.
Em Agosto de 1991, a Metal Forces criou uma publicação mensal paralela dedicada apenas ao extreme metal, a Thrash 'n Burn.
Metal Forces foi publicada como revista desde Agosto de 1983, até ao último número, setenta e sete, em 1993. De acordo com a página oficial da revista a produção impressa acabou devido ao mercado saturado de revistas do género no Reino Unido e à mudança da paisagem musical da altura. Em Março de 2011 a Metal Forces abriu a sua página oficial na Internet.

## Ligações Externas
- Página oficial